# شهبانوی ناوارا
شهبانوی ناوارا (ایتالیایی: La regina di Navarra) یک فیلم درام تاریخی به کارگردانی کارمینه گالونه است که در سال ۱۹۴۲ منتشر شد.

## بازیگران
- السا مرلینی در نقش مارگریت دو ناوار
- جینو چروی در نقش کارل پنجم
- رناتو چالنته در نقش فرانسوای یکم
- لئوناردو کورته‌سه در نقش آنری دوم، پادشاه ناوار
- کلارا کالامی در نقش ایزابلای پرتغال
- پائولو استوپا
- والنتینا کورتزه
- نریو برناردی
- گرتا گوندا
- مارگریتا بانی
- وندا کاپودالیو
- اورسته فارس